# Ichneumon palpator
Ichneumon palpator là một loài tò vò trong họ Ichneumonidae.